# 10804 Аменузум
10804 Аменузум (1992 WN3, 1978 TV7, 10804 Amenouzume) — астероїд головного поясу, відкритий 23 листопада 1992 року.
Тіссеранів параметр щодо Юпітера — 3,285.